# ناثانيل إس. بيري
ناثانيل إس. بيري (بالإنجليزية: Nathaniel S. Berry)‏ هو ضابط وقاضي وسياسي أمريكي، ولد في 1 سبتمبر 1796 بباث في الولايات المتحدة، وتوفي في 27 أبريل 1894 في نفس البلد. حزبياً، نشط في New Hampshire Republican State Committee ‏ والحزب الجمهوري والحزب الديمقراطي. وقد انتخب عضو مجلس ولاية نيوهامبشير وانتخب حاكم نيو هامبشاير ‏.